# Tameka Williams
Tameka Williams (ur. 31 sierpnia 1989 w Basseterre) – lekkoatletka z Saint Kitts i Nevis, sprinterka. W przeszłości uprawiała także skok w dal.
Williams jest dwukrotną medalistką CARIFTA Games. Bez powodzenia startowała na mistrzostwach świata juniorów i juniorów młodszych. Finalistka igrzysk panamerykańskich w skoku w dal i sztafecie 4 × 100 metrów. W 2009 zdobyła złoto mistrzostw Ameryki Środkowej i Karaibów w sztafecie 4 × 100 metrów, ustanawiając przy okazji nowy rekord kraju – 43,56. W tym samym roku biegła w półfinale biegu na 200 metrów podczas mistrzostw świata w Berlinie. W 2010 sięgnęła po brąz igrzysk Ameryki Środkowej i Karaibów. Zajęła 4. miejsce w biegu na 200 metrów podczas Igrzysk Panamerykańskich 2011. Wielokrotna mistrzyni i rekordzistka kraju.
Podczas igrzysk olimpijskich w Londynie Williams przyznała się do stosowania niedozwolonych środków dopingujących. Kontrola antydopingowa nie wykazała żadnych nieprawidłowości, lecz zawodniczka została wykluczona z igrzysk i odesłana do domu. Za stosowanie bądź usiłowanie stosowania dopingu oraz posiadanie niedozwolonych środków otrzymała karę trzyletniej dyskwalifikacji (do 20 lipca 2015).

## Osiągnięcia
| Rok  | Impreza                                  | Miejsce        | Konkurencja             | Lokata     | Wynik |
| ---- | ---------------------------------------- | -------------- | ----------------------- | ---------- | ----- |
| 2005 | Mistrzostwa świata juniorów młodszych    | Marrakesz      | bieg na 100 metrów      | eliminacje | 12,36 |
| 2005 | Mistrzostwa świata juniorów młodszych    | Marrakesz      | bieg na 200 metrów      | eliminacje | 25,69 |
| 2006 | CARIFTA Games                            | Les Abymes     | skok w dal              | 3. miejsce | 5,98  |
| 2006 | Mistrzostwa świata juniorów              | Pekin          | bieg na 100 metrów      | eliminacje | 12,00 |
| 2007 | CARIFTA Games                            | Providenciales | skok w dal              | 3. miejsce | 6,14  |
| 2007 | Igrzyska panamerykańskie                 | Rio de Janeiro | skok w dal              | 9. miejsce | 6,10  |
| 2007 | Igrzyska panamerykańskie                 | Rio de Janeiro | sztafeta 4 × 100 metrów | 5. miejsce | 44,14 |
| 2008 | Mistrzostwa świata juniorów              | Bydgoszcz      | bieg na 100 metrów      | półfinał   | 11,99 |
| 2008 | Mistrzostwa świata juniorów              | Bydgoszcz      | bieg na 200 metrów      | eliminacje | 24,55 |
| 2008 | Mistrzostwa świata juniorów              | Bydgoszcz      | sztafeta 4 × 100 metrów | 6. miejsce | 45,10 |
| 2009 | Mistrzostwa Ameryki Środkowej i Karaibów | Hawana         | bieg na 100 metrów      | eliminacje | 11,78 |
| 2009 | Mistrzostwa Ameryki Środkowej i Karaibów | Hawana         | sztafeta 4 × 100 metrów | 1. miejsce | 43,53 |
| 2009 | Mistrzostwa świata                       | Berlin         | bieg na 200 metrów      | półfinał   | 23,47 |
| 2009 | Mistrzostwa świata                       | Berlin         | sztafeta 4 × 100 metrów | eliminacje | 43,98 |
| 2010 | Igrzyska Ameryki Środkowej i Karaibów    | Mayagüez       | bieg na 100 metrów      | eliminacje | 11,66 |
| 2010 | Igrzyska Ameryki Środkowej i Karaibów    | Mayagüez       | bieg na 200 metrów      | 7. miejsce | 24,48 |
| 2010 | Igrzyska Ameryki Środkowej i Karaibów    | Mayagüez       | sztafeta 4 × 100 metrów | 3. miejsce | 44,43 |
| 2011 | Mistrzostwa Ameryki Środkowej i Karaibów | Mayagüez       | bieg na 100 metrów      | 7. miejsce | 11,75 |
| 2011 | Mistrzostwa Ameryki Środkowej i Karaibów | Mayagüez       | bieg na 200 metrów      | eliminacje | 23,63 |
| 2011 | Igrzyska panamerykańskie                 | Guadalajara    | bieg na 100 metrów      | półfinał   | 11,68 |
| 2011 | Igrzyska panamerykańskie                 | Guadalajara    | bieg na 200 metrów      | 4. miejsce | 23,06 |
| 2016 | Igrzyska olimpijskie                     | Rio de Janeiro | bieg na 200 metrów      | eliminacje | 23,61 |

## Rekordy życiowe
- Bieg na 60 metrów (hala) – 7,24 (12 lutego 2012, Karlsruhe) rekord Saint Kitts i Nevis
- Bieg na 100 metrów – 11,18 (28 kwietnia 2012, San Marcos) rekord Saint Kitts i Nevis
- Bieg na 200 metrów – 22,45 (3 czerwca 2012, Basseterre) rekord Saint Kitts i Nevis
- Skok w dal – 6,32 (24 kwietnia 2010, Tempe)